# Käfer (Sport)
Der Käfer ist eine effektive Übung zur Stärkung der geraden und schrägen Bauchmuskulatur und stellt eine Variation zur sogenannten Bauchpresse (engl. Crunches) dar.

## Ausführung
Der Übende liegt auf dem Rücken. Die Fingerspitzen berühren den Hinterkopf. Die Knie sind im 90°-Winkel angezogen.
Abwechselnd werden der rechte Ellenbogen und das linke Knie und anschließend der linke Ellenbogen und das rechte Knie zusammengeführt. Die resultierende Bewegung erinnert an die Beinbewegung beim Fahrrad fahren, daher der englische Name
bicycle crunch.
Eine Analyse mittels Elektromyographie hat gezeigt, dass diese Bauchmuskelübung die effektivste ohne Hilfsmittel ist.

## Variationen
Diese Grundform kann durch geringfügige Veränderungen erleichtert oder erschwert werden.
Statt einen Ellenbogen zum Knie zu führen, kann auch die Hand zum Fuß geführt werden. Statt die Beine im 90°-Winkel zu halten, kann auch das nicht-angezogene Bein gestreckt werden. Dabei besteht nur eine geringfügige Gefahr einer Lendenwirbelsäulen-Fehlbelastung, da das angezogene Bein die korrekte Lordose der Lendenwirbelsäule erzwingt.